# Werner Lindhe

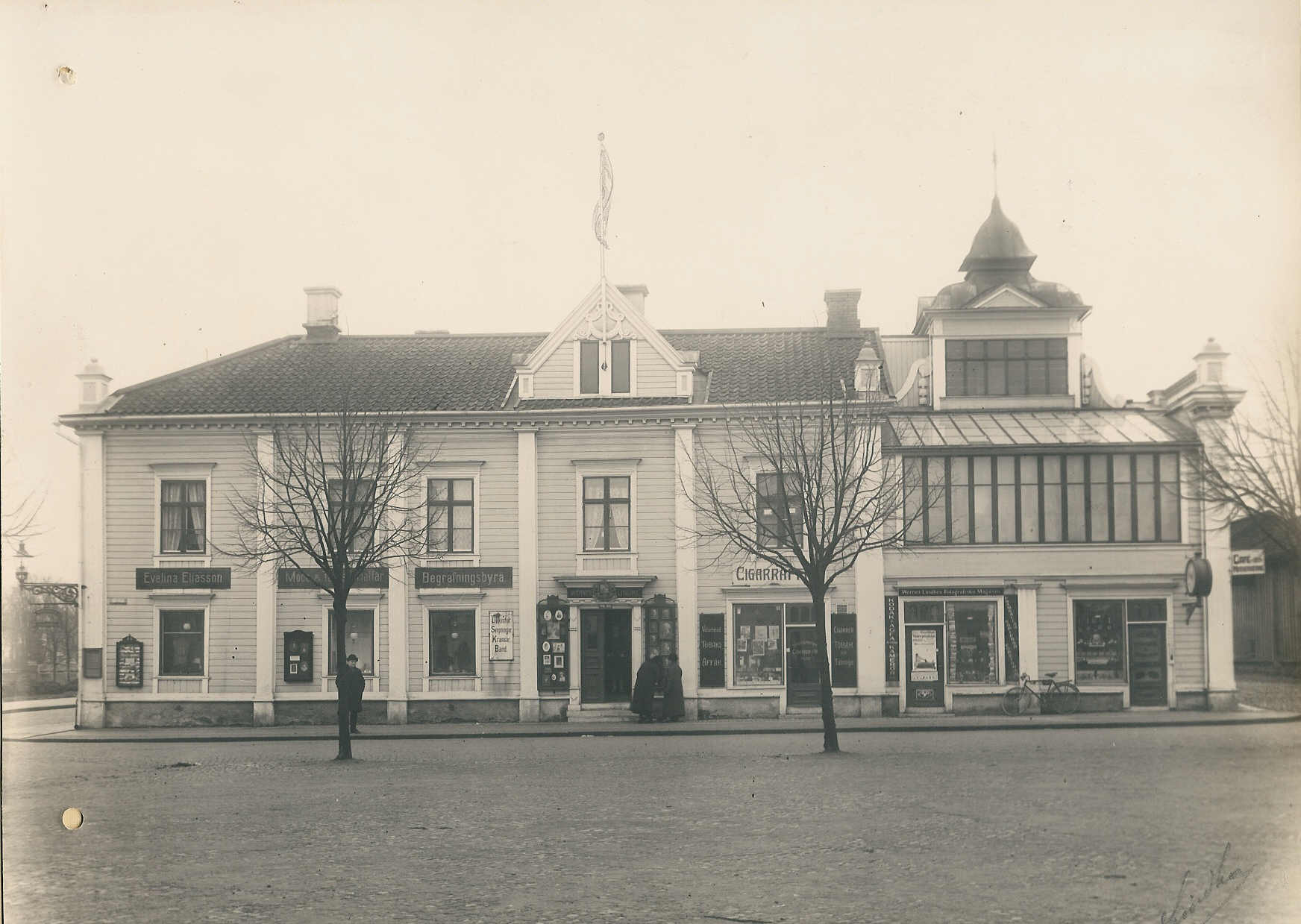
Werner Linhes fastighet vid Nya stadens torg. Ingången till hans fotoateljé är den andra butikslokalen från höger.

Karl Werner Lindhe, född 30 augusti 1863 i Sandhem, död 11 november 1942 i Lidköping, var en svensk fotograf, som var verksam i Västergötland. Han innehade fotograffirma Werner Lindhe i Lidköping med filialer i Skara, Axvall och Götene. 
Han växte upp i Sandhem, där fadern var folkskolelärare och organist. Efter hemundervisning gick han på elementarläroverket i Linköping. Han lärde sig därefter att fotografera hos Alexander Lindheborg (1855-1935) i Jönköping. Han anställdes av Lindheborg på dennes filialateljé i Lidköping, som han efter ett halvår tog över och drev i många år, så småningom med flera filialer. Åren 1887-1903 hade han ateljén på Stenportsgatan 55 i Lidköping, och från 1904 vid Nya stadens torg. Åren 1891-1892 ansvarade han för fotografen Eric Bergquists ateljé i Örebro. 
Han utbildade ett stort antal betalande elever och hade också anställda medarbetare.
Werner Lindhe gifte sig 1889 med Amanda Sofia Rasé (född 1863). Paret fick fyra barn, varav yngste sonen Arne (1905-1985) övertog fotofirman 1930.

## Bildgalleri

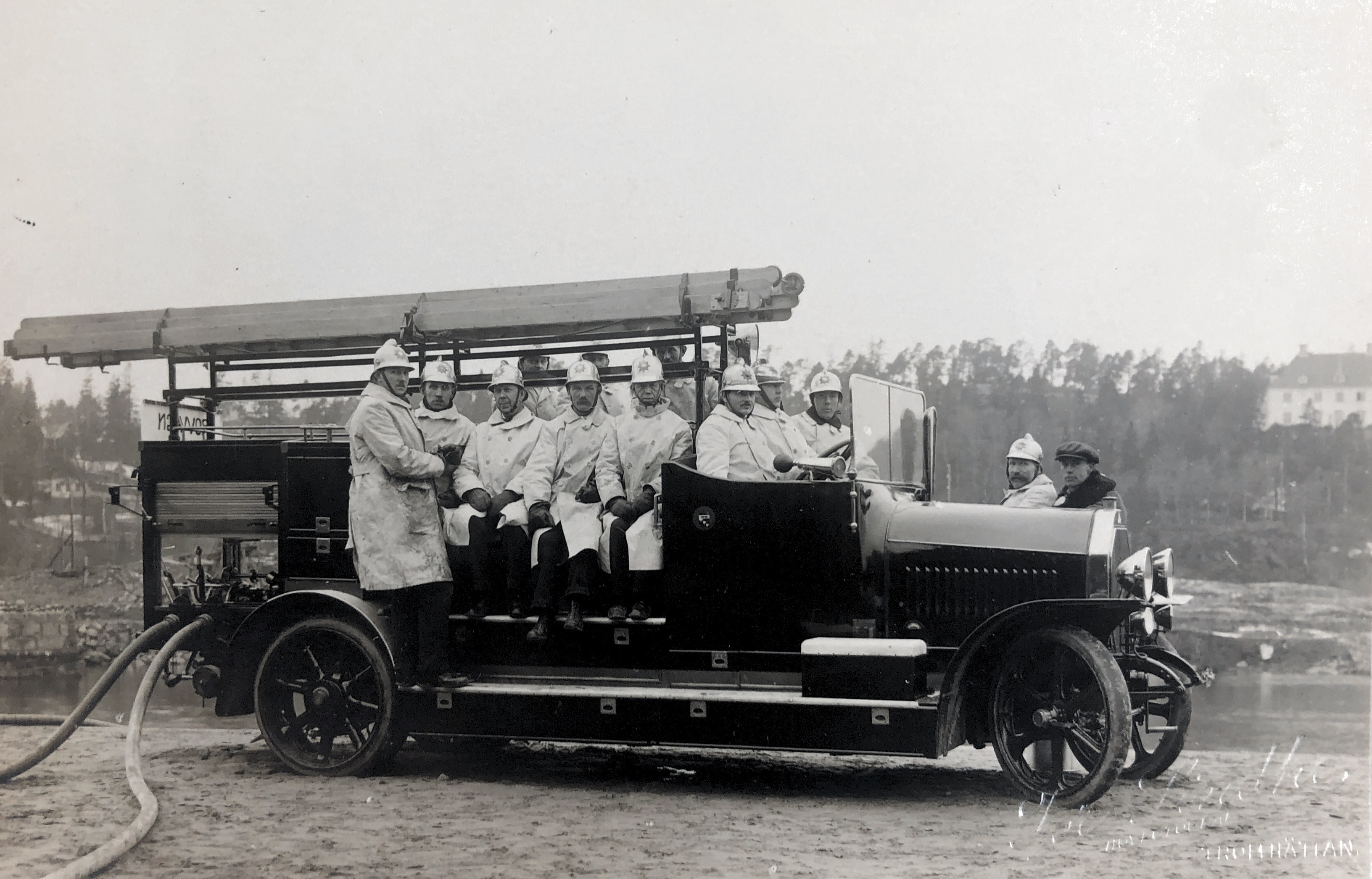
Brandbil från Trollhättans brandkår, 1934
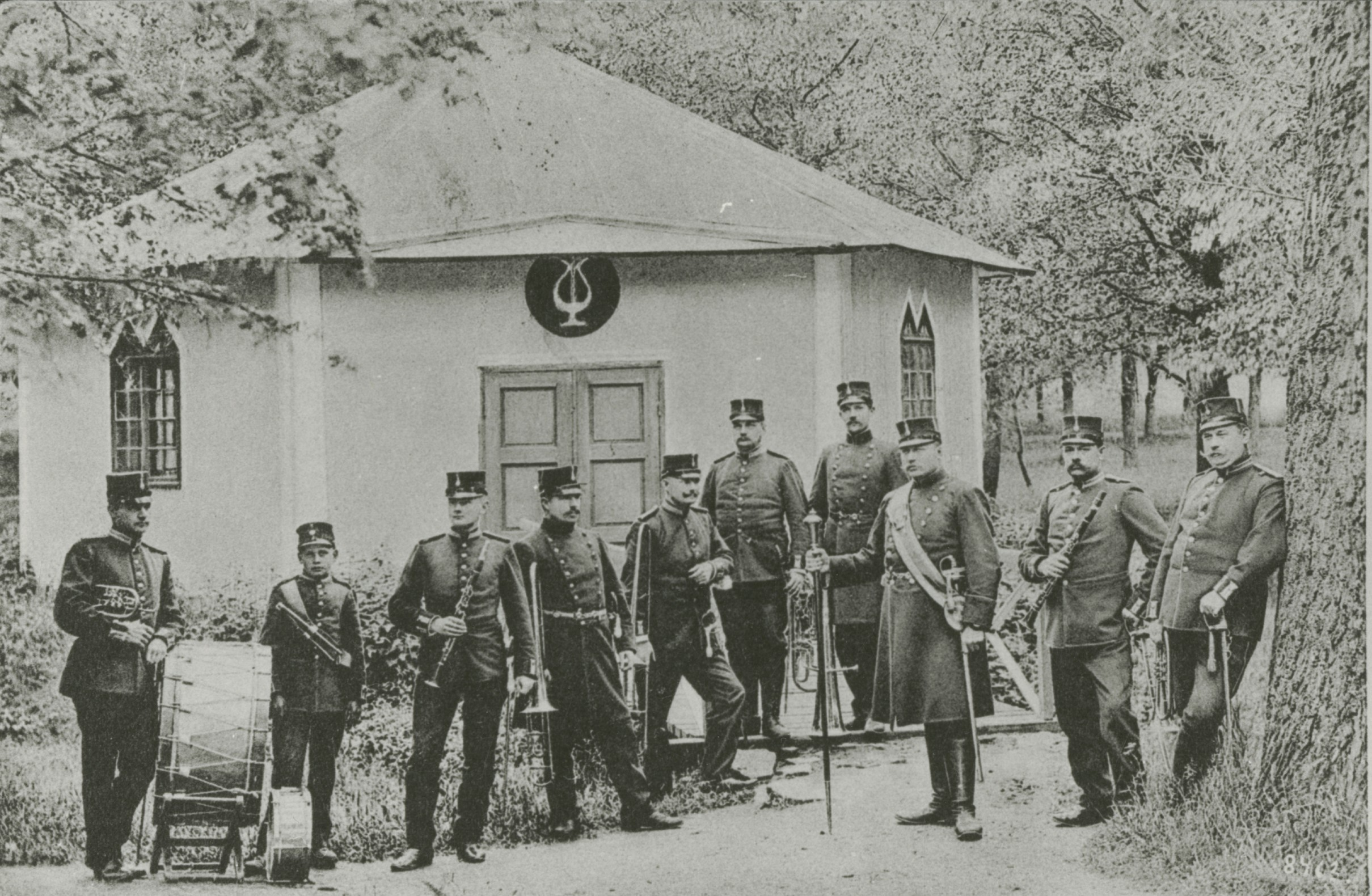
Västgöta regementes musikkår på Axevalla hed
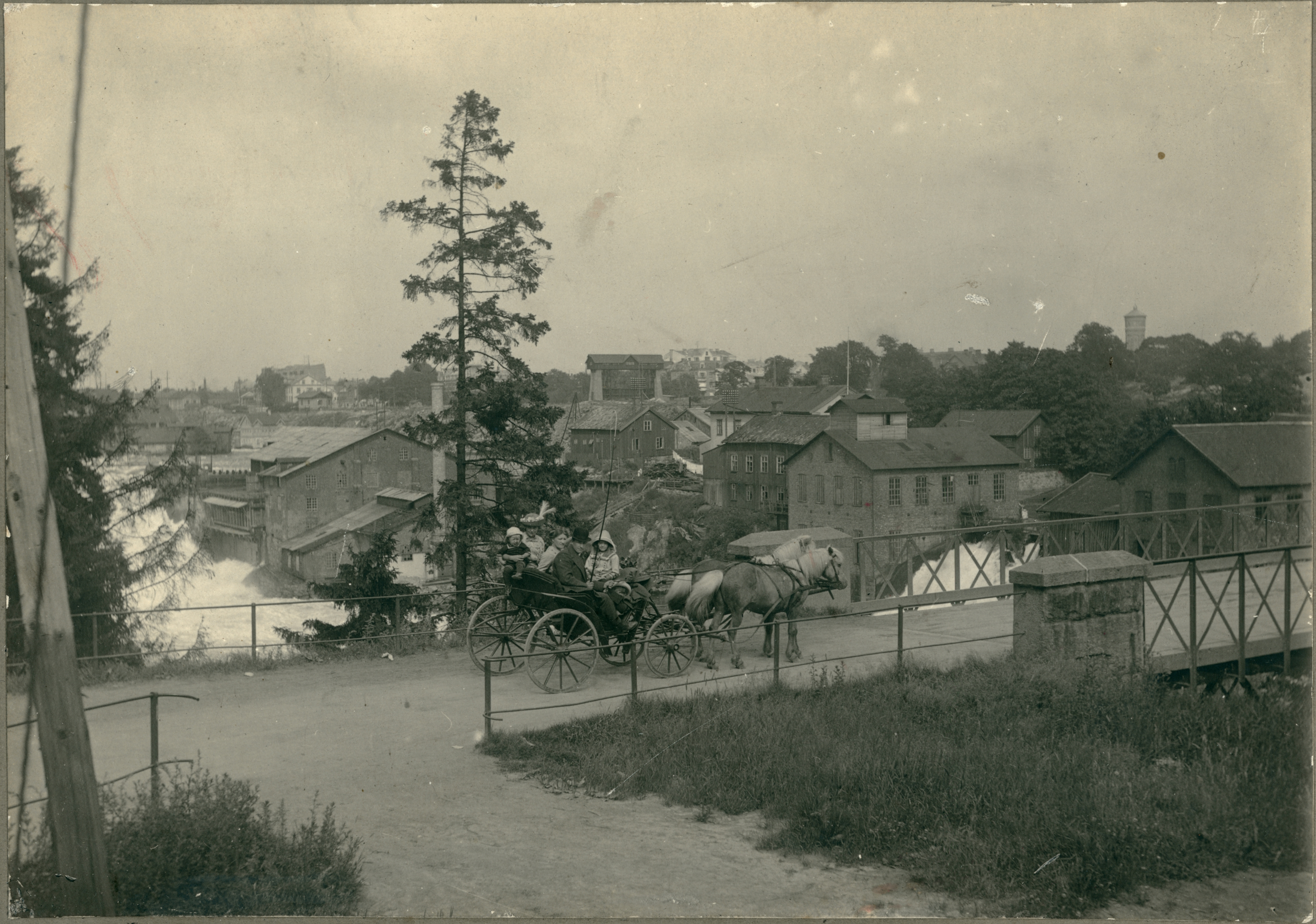
Bro över Göta älv i Trollhättan
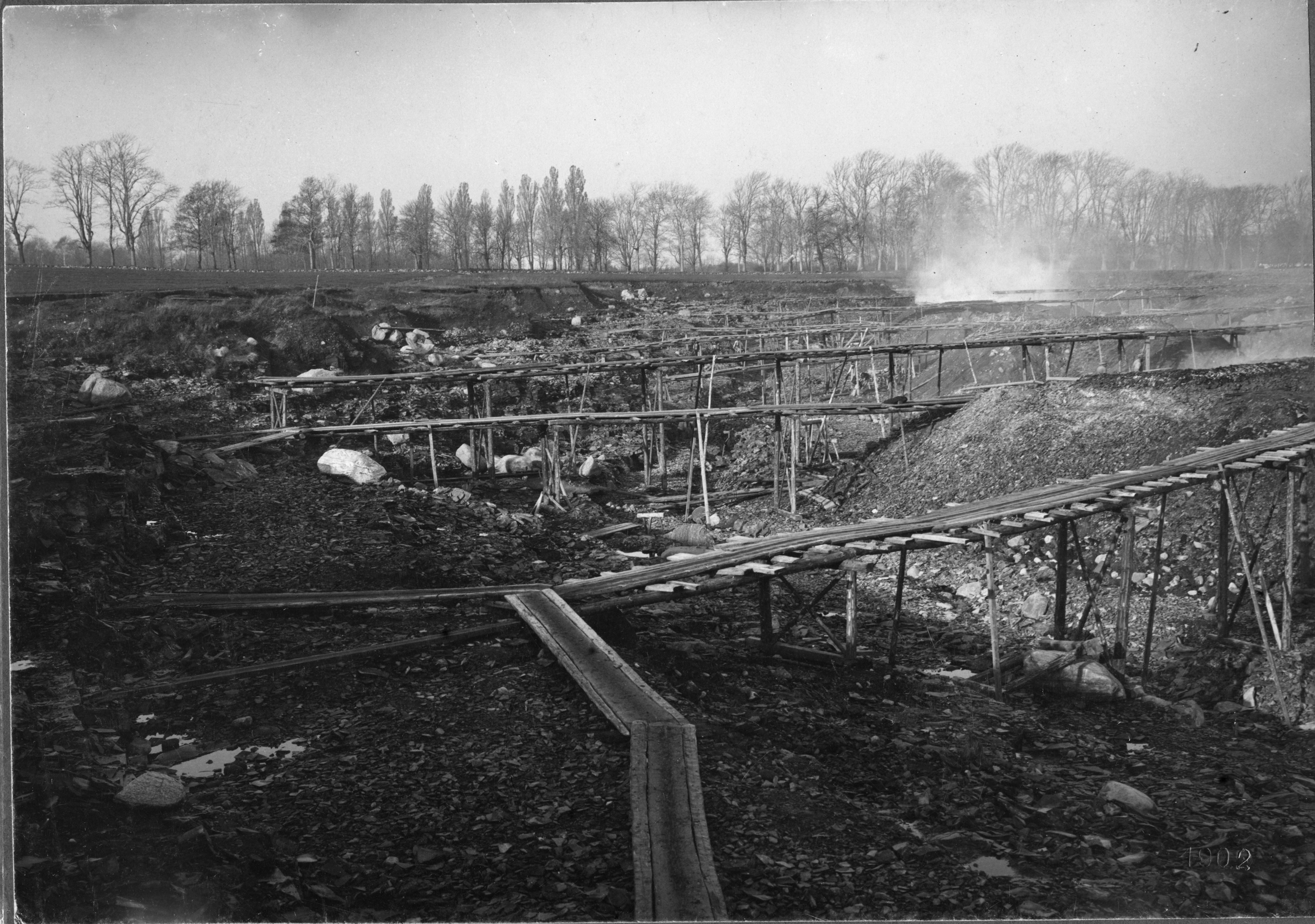
Hönsäters alunbrott, Hellekis AB, Hönsäter
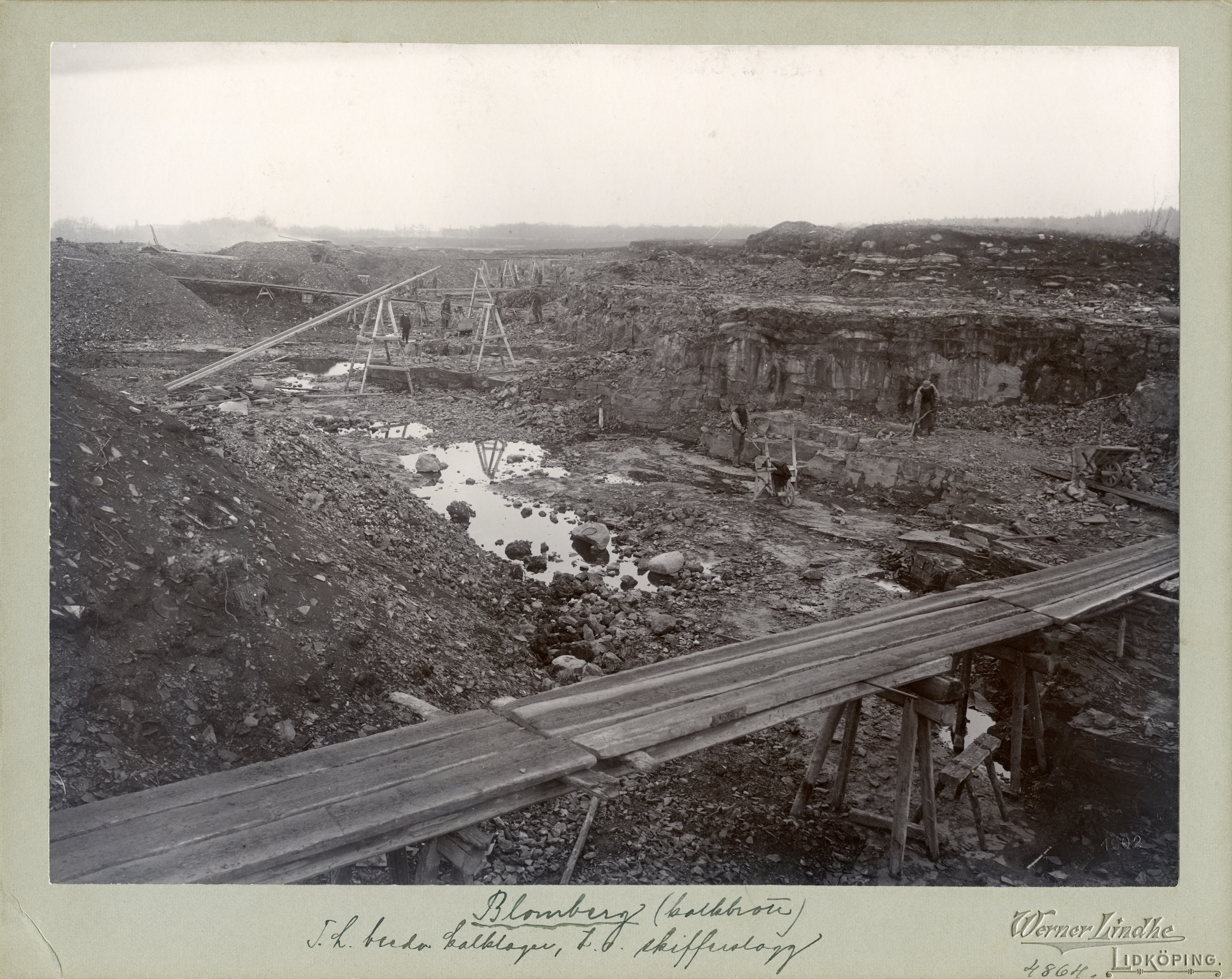
Blombergs kalkbrott, Blomberg
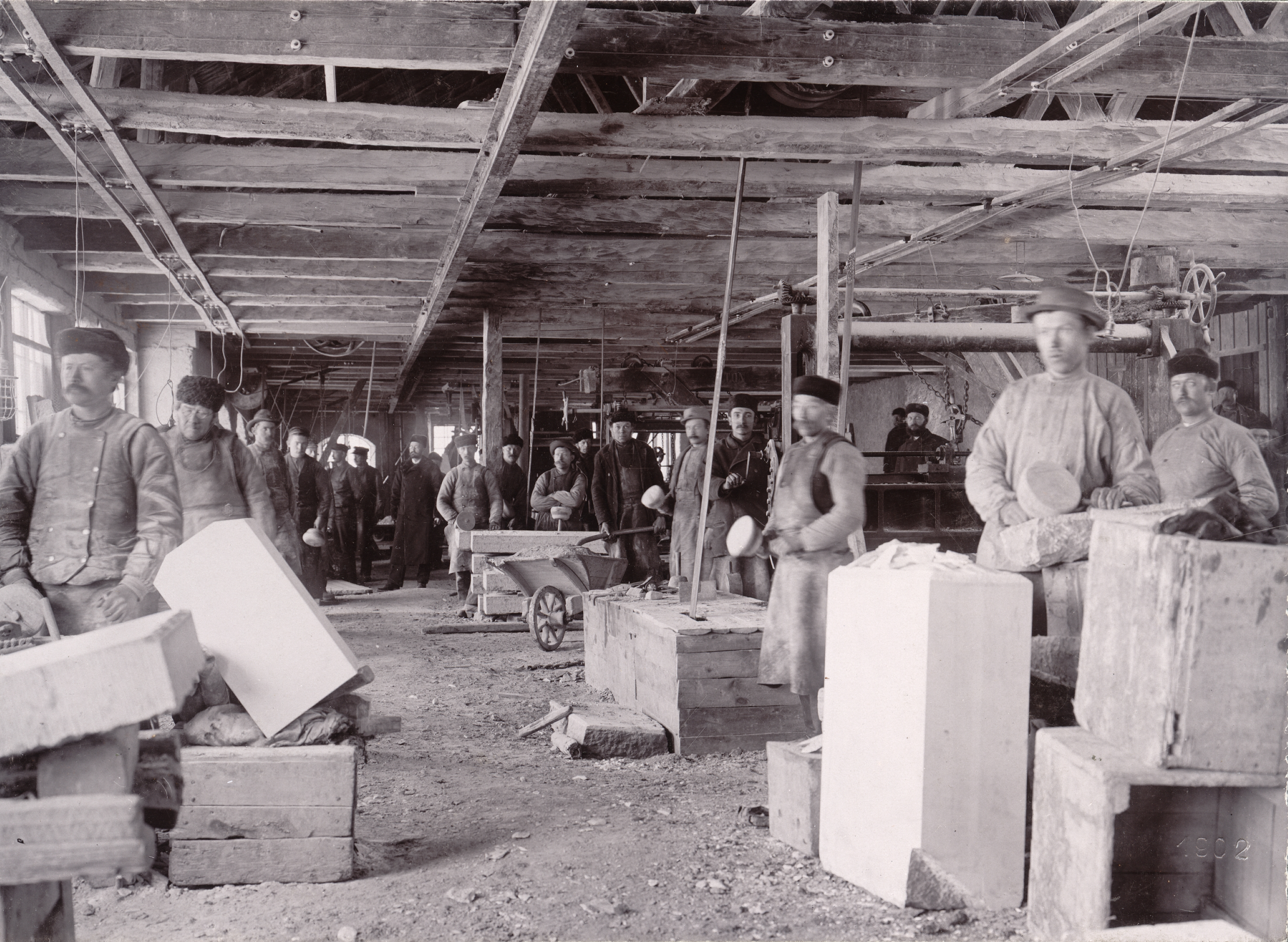
Gössäters stenhuggeri i Gössäter på Kinnekulle
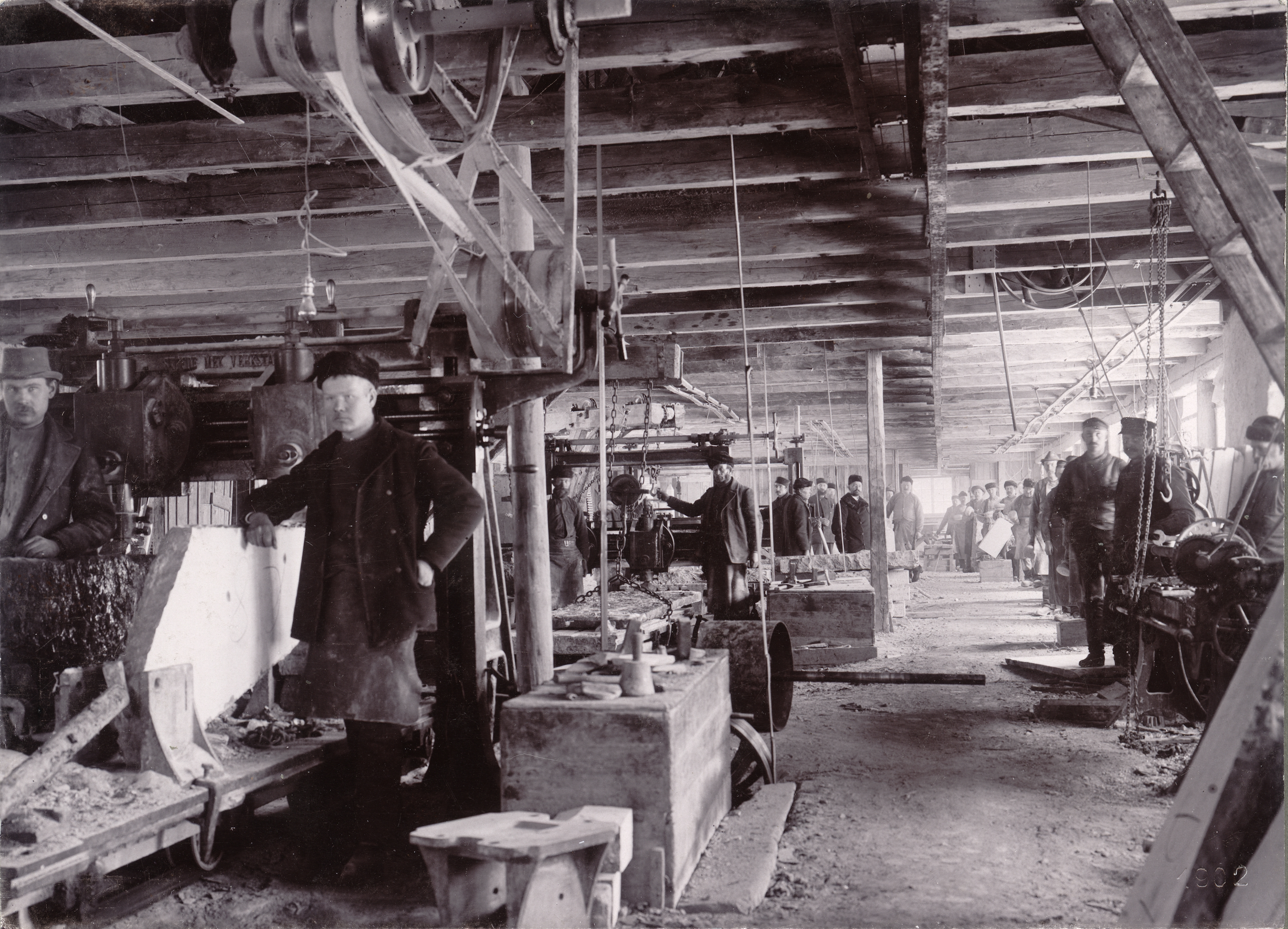
Gössäters stenhuggeri i Gössäter på Kinnekulle
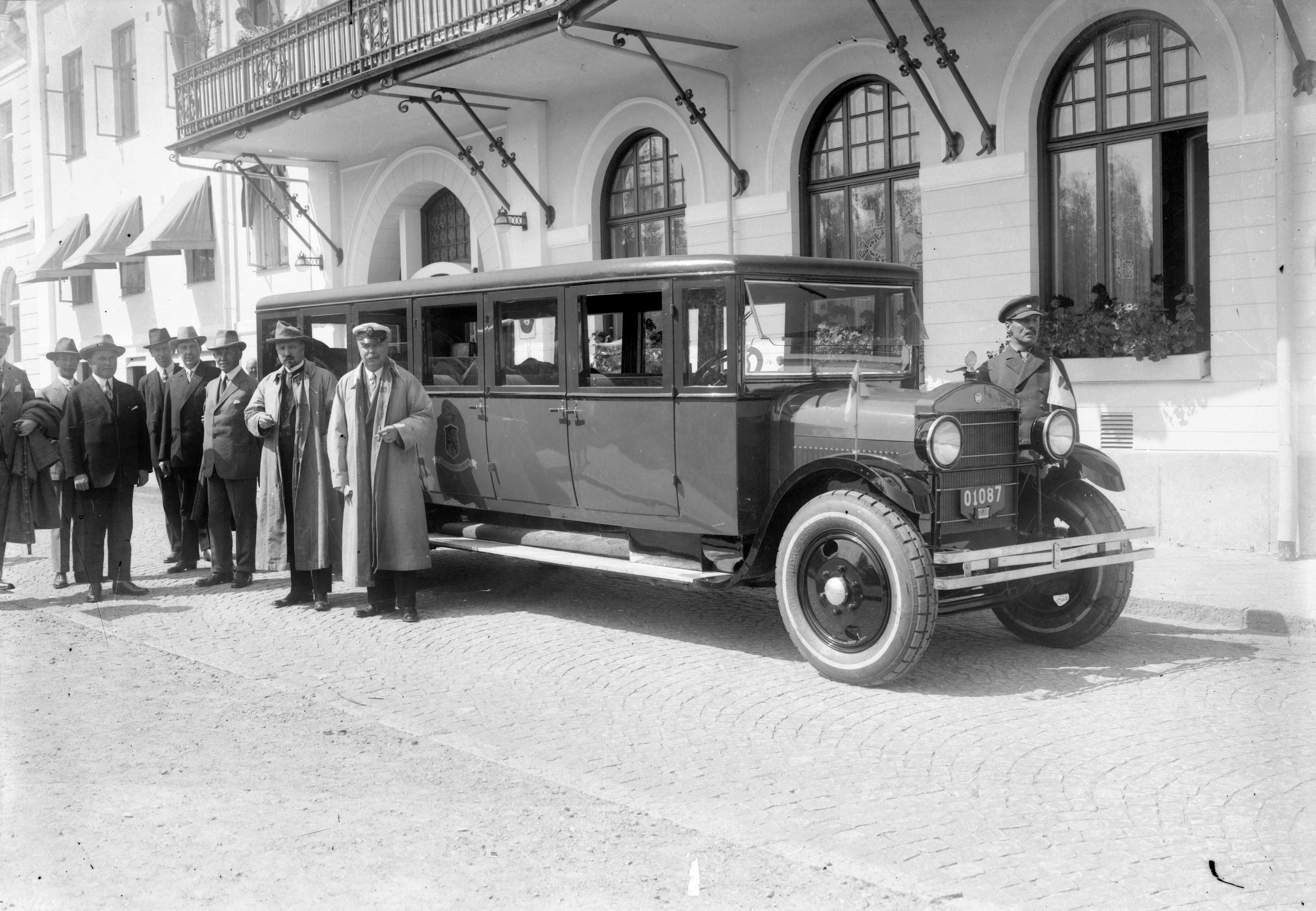
Buss utanför Hotell Örnen i Lidköping
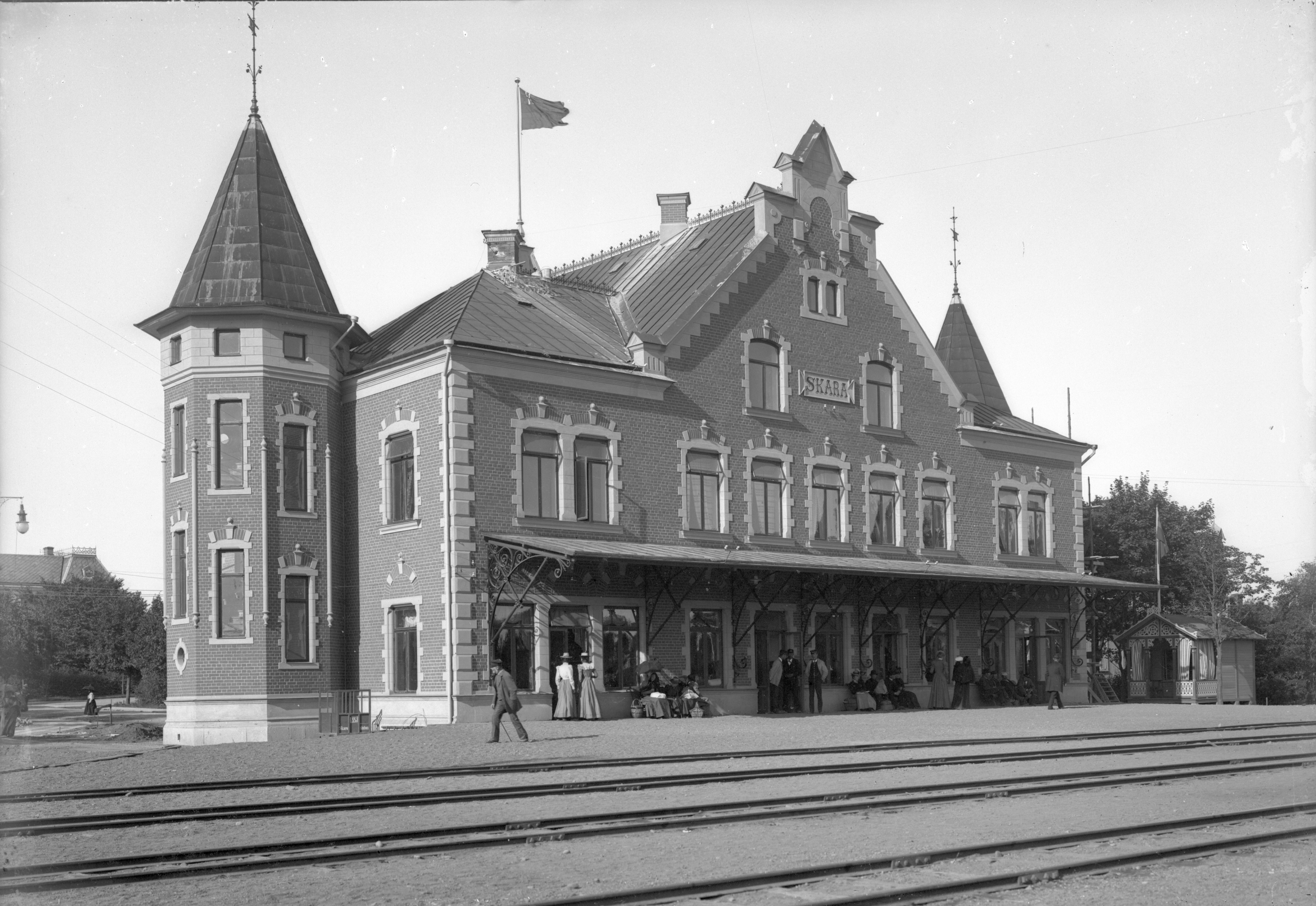
Skara station
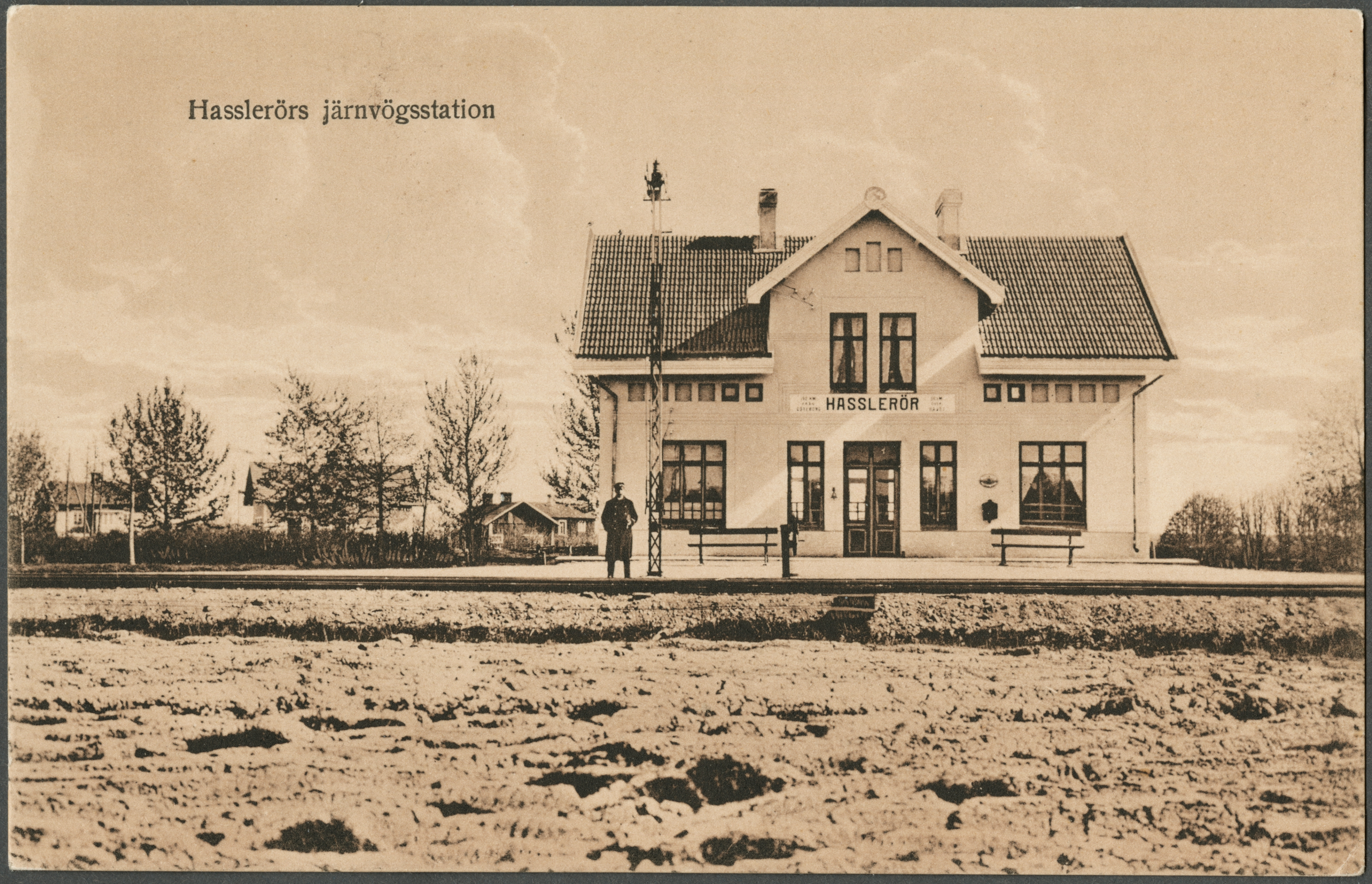
Hasslerörs station, Hasslerör
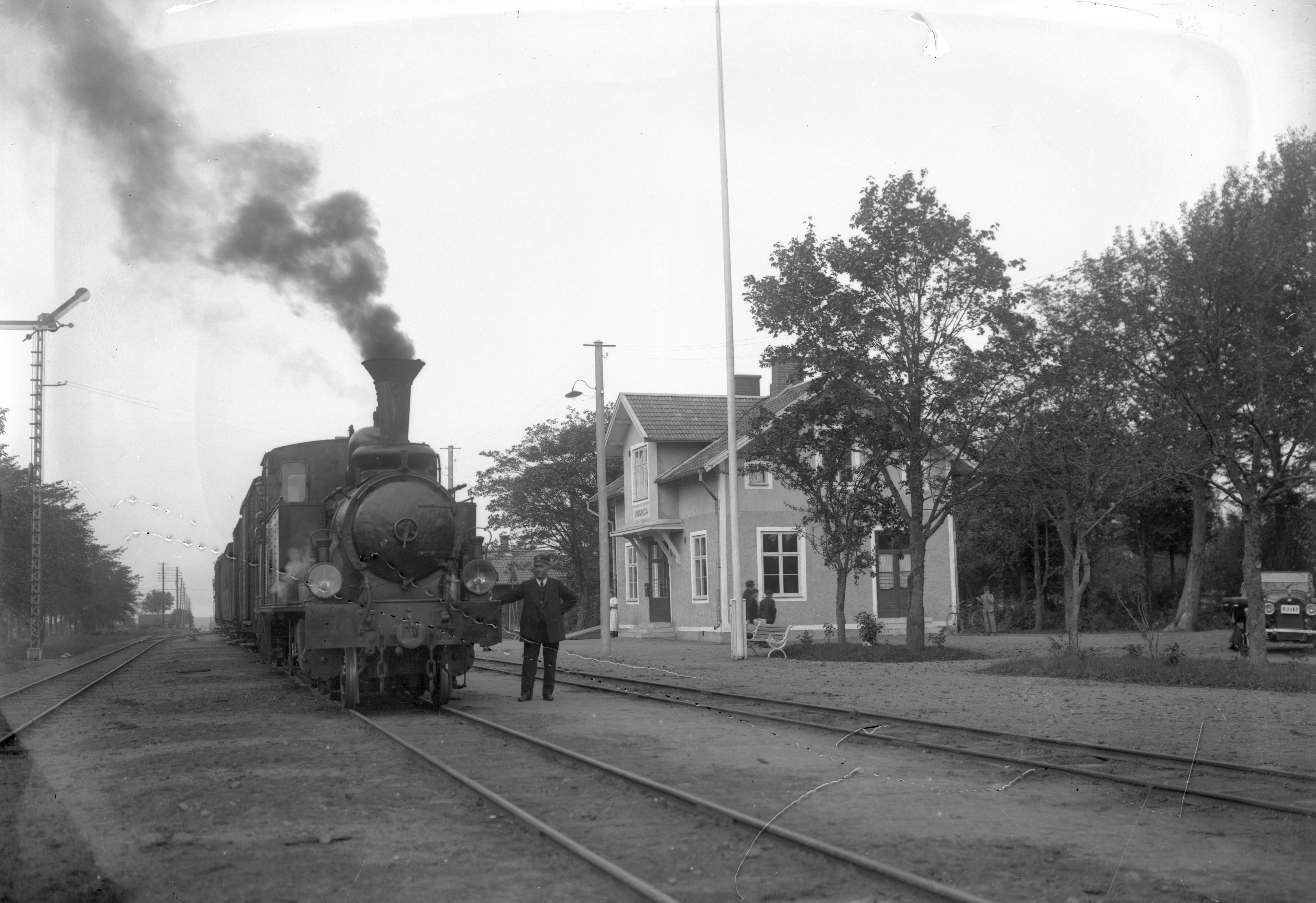
Vinninga station i Vinninga med Västergötland–Göteborgs Järnvägars lok nr 14.
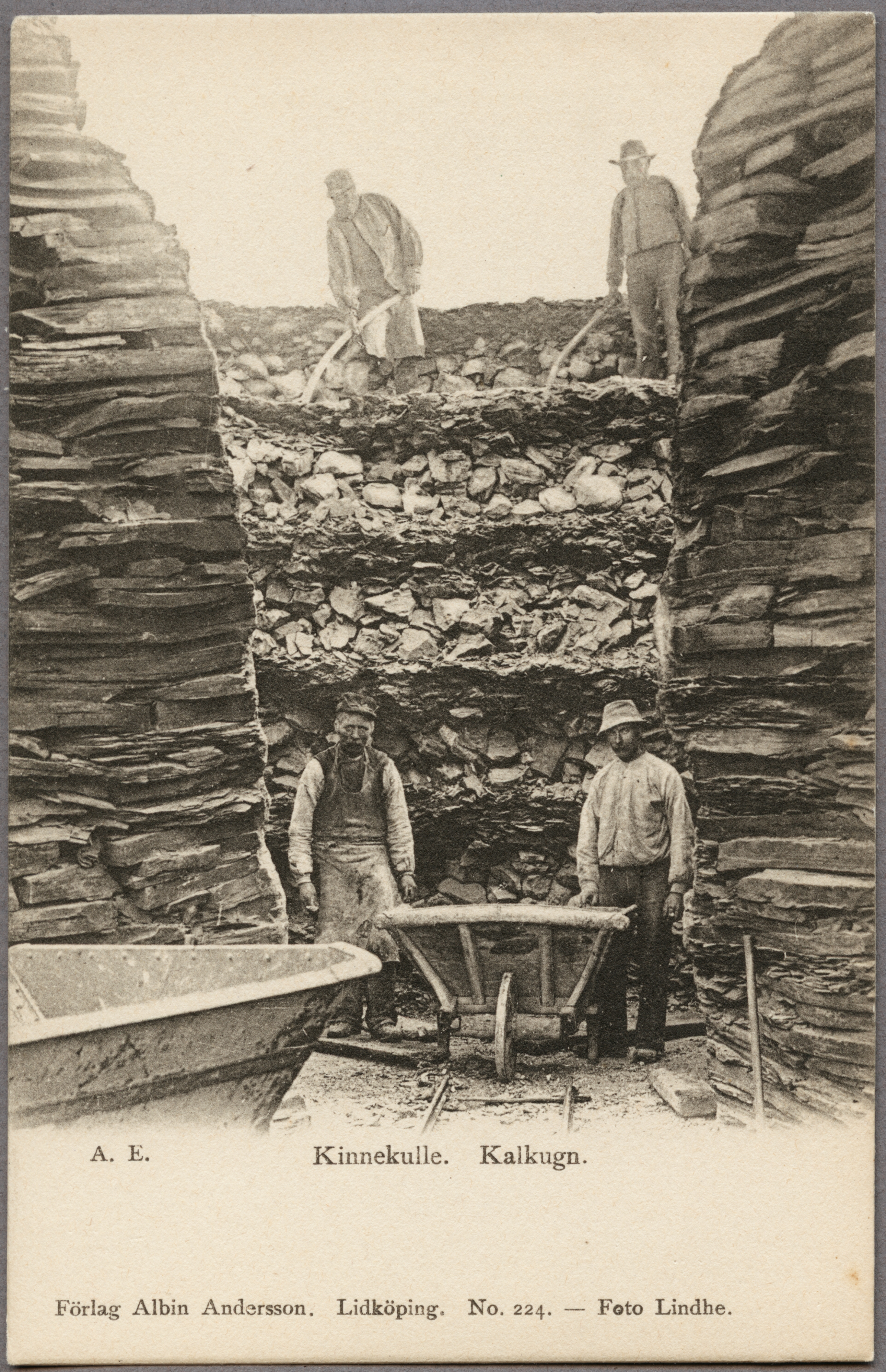
Kalkugn på Kinnekulle